# 385
Évszázadok: 3. század – 4. század – 5. század
Évtizedek: 330-as évek – 340-es évek – 350-es évek – 360-as évek – 370-es évek – 380-as évek – 390-es évek – 400-as évek – 410-es évek – 420-as évek – 430-as évek
Évek: 380 – 381 – 382 – 383 –  384 – 385 – 386 – 387 – 388 – 389 – 390

## Események

### Római Birodalom
- Arcadius császárt (7 évesen) és Flavius Bautót választják consulnak.
- A mediolanumi császári udvar ariánus tagjai megkérik Ambrosius püspököt, hogy bocsásson rendelkezésükre két templomot a városban. Ambrosius ezt megtagadja és amikor II. Valentinianus császár maga elé rendeli, hogy felelősségre vonja (többek között Justina anyacsászárné is ariánus) zavargásokra kerül sor. A püspök elbarikádozza magát az átadandó templomban, hívei pedig megakadályozzák, hogy katonák foglalják el az épületet. A császár végül visszakozik.
- Augusta Treverorumban a bíróság varázslásért halálra ítéli és kivégezteti az előző évben eretneknek nyilvánított aszkéta Priscillianust.
- Siricius pápa Directa c. decretalisában utasítja a házas és nem házas papokat egyaránt, hogy tartózkodjanak a nemi élettől.

### Kína
- A Korai Csin állam császára, Fu Csien vereséget szenved a lázadó Jao Csangtól és fogságba esik. Mivel nem hajlandó lemondani a trónról a javára, Jao Csang megfojtatja. Legidősebb fia, Fu Pi a Csin-dinasztia területére menekül és császárrá kiáltja ki magát.
- Fu Csien halálának hírére Csifu Kuozsen hszienpej törzsfő fellázad és megalapítja a Nyugati Csin államot.

### Korea
- Cshimnju, Pekcse királya szívélyesen fogadja a buddhista hittérítőket és templomot emeltet számukra. A király mindössze 19 hónapnyi uralkodás után meghal, utódja öccse, Csinsza.

## Halálozások
- Fu Csien, Korai Csin császára
- Cshimnju, Pekcse királya
- Priscillianus, püspök, aszkéta

## Fordítás
- Ez a szócikk részben vagy egészben  a(z)   385 című angol Wikipédia-szócikk ezen változatának fordításán alapul.  Az eredeti cikk szerkesztőit annak laptörténete sorolja fel. Ez a jelzés csupán a megfogalmazás eredetét és a szerzői jogokat jelzi, nem szolgál a cikkben szereplő információk forrásmegjelöléseként.